# Поляна (Ямбольська область)
Поля́на (болг. Поляна) — село в Ямбольській області Болгарії. Входить до складу общини Стралджа.

## Населення
За даними перепису населення 2011 року у селі проживали 253 особи, з них 244 особи (96,8%) — болгари.
Розподіл населення за віком у 2011 році:
Динаміка населення: